# Haploscoloplos elongatus
Haploscoloplos elongatus är en ringmaskart som först beskrevs av Herbert Parlin Johnson 1901.  Haploscoloplos elongatus ingår i släktet Haploscoloplos och familjen Orbiniidae. Inga underarter finns listade i Catalogue of Life.